# Kolongo
Kolongo es una comuna o municipio del círculo de Macina de la región de Segú, en Malí. En abril de 2009 tenía una población censada de 34 174 habitantes.
Se encuentra ubicada en el centro del país y al este de la región de Segú, a poca distancia de la frontera con la región de Mopti.